# Sturmanit
Sturmanit – bardzo rzadki minerał z gromady uwodnionych siarczanów. Należy do grupy ettringitu.
Zatwierdzony jako nowy minerał w 1981 roku przez IMA. Nazwa pochodzi od nazwiska chorwacko-kanadyjskiego mineraloga Bozidara Darko Sturmana.

## Właściwości
Jon Fe3+
 może być zastąpiony przez jony Al3+
 lub Mn3+
. Krystalizuje najczęściej w układzie trygonalnym. Najczęściej o pokroju tabularnym lub pryzmatycznym. Jest kruchy, przezroczysty do półprzezroczystego. Zwykle w kolorze żółtym lub pomarańczowym, czasem lekko zielonkawy, bądź brązowy. Posiada szklisty, a na przełamach tłusty połysk.

## Występowanie
Występuje w strefie utleniania złóż manganu. Towarzyszą mu najczęściej baryt, kalcyt, brucyt, kwarc, manganit, hausmanit, hematyt. Został odkryty w 1981 roku w kopalni Black Rock na polach manganowych Kalahari w RPA. Najlepsze okazy pochodzą z okręgu Kuruman. Występuje także w Rosji.

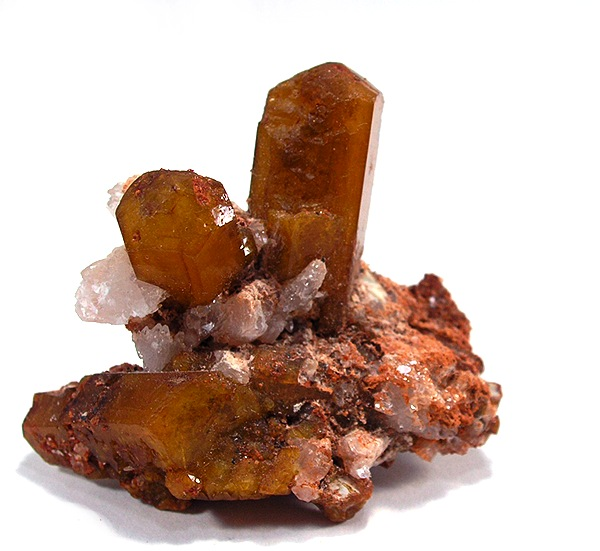
Brązowy okaz z kalcytem z rejonu Kuruman w Południowej Afryce